# 庫班 (新普斯科夫區)
49°39′5″N 39°1′55″E / 49.65139°N 39.03194°E
庫班（烏克蘭語：Кубань）是位於烏克蘭東部的村莊，由盧甘斯克州舊比利斯克區的比洛盧齊克市鎮負責管轄。該村始建於1955年，面積2.72平方公里，海拔高度69米，2001年人口120，人口密度每平方公里44.1人。